# Любомирская, Розалия
Розалия Любомирская (пол. Rozalia Lubomirska, 16 сентября 1768, Чернобыль — 30 июня 1794, Париж) — польская аристократка литовско-белорусского происхождения. Упоминается как «Розалия из Чернобыля». Тёща Вацлава «Эмира» Жевуского.

## Биография
Средняя из трёх дочерей Яна Николая Ходкевича и его жены Людвики Ржевуской. С 1785 года жена князя, киевского каштеляна Александера Любомирского, владельца «Опольского ключа» Любельского воеводства. В 1786 году родилась их дочь Людовика, умершая в детстве, а в 1788 году — вторая дочь Александра.
Последующие годы супруги очень редко жили вместе. Князь путешествовал по Англии и Франции, а его молодая жена, одна из прелестнейших дам своего времени, пребывала чаще всего в Варшаве, где находилась в кружке приятельниц, артистов и литераторов. Во время большого сейма она наряду с графиней Юлией Потоцкой была влюблена в князя Юзефа Понятовского и добивалась его расположения.
После победы в 1792 году Тарговицкой конфедерации княгиня Любомирская вслед за графом Тадеушом Мостовским, которым она была увлечена, уехала во Францию. В Париже она жила в роскошном дворце видного роялиста и сторонника Людовика XVIII князя Фридриха Зальм-Кирбургского (1744—1794). По мнению историков, она состояла с ним в связи и участвовала в контрреволюционной деятельности.
После ареста в 1793 году мадам Дюбарри при обыске в её дворце были найдены письма, подписанные Любомирской, в которых княгиня выражала сочувствие к судьбе Марии-Антуанетты. Эти письма послужили доказательством, что Любомирская поддерживает отношения с роялистами, и против неё было возбуждено дело. Арест княгини 19 апреля 1794 года по приказу Комитета общественной безопасности был совершен неожиданно и моментально. Трибунал ей назначил защитника Шово-Лагарда.
После первого допроса Любомирская была посажена в тюрьму Порт-Либр, где сидели все политические заключенные с громкими именами. На суде она чистосердечно призналась в сношениях с Дюбарри, объясняя это тем, что только желала познакомиться с артистическим миром обитавшем в Лувесьенском имение, но трибунал уже заранее приготовил ей приговор и вынес вердикт о смертной казни. Желая отсрочить хоть на некоторое время исполнение приговора, Любомирская объявила, что находится в «интересном положении».
Её перевели в Консьержери и поручили медикам.
К счастью, там служил доктор-поляк Иосиф Морковский, который старался облегчить участь приговоренных. По его распоряжению Любомирская была переведена в народный приют революционного трибунала, где были более комфортные условия. Там она познакомилась с братом генерала Тремойлье, с графом Карлом Годфритом (1765—1794), который, в попытке спасти очаровательную княгиню, пытался подкупить тюремного сторожа. Но сторож уведомил прокурора о заговоре, и 15 июня 1794 года Тремойлье был казнен. 29 июня 1794 года по приказу председателя трибунала Дюма Любомирскую осмотрели два доктора, которые не нашли у неё никаких признаков беременности.
30 июня 1794 года княгиня Любомирская была казнена на гильотине и похоронена в общей могиле парижского кладбища Пикпу.
Она не дожила всего месяц до падения Робеспьера и, возможно, если бы не история с графом Тремойлье, она осталась бы жива. Её дочь Александра после казни матери была помещена в тюремную больницу, где её нашел представитель отца и вывез из Франции. В память о ней она получила её имя Розалия. Писатель Бальзак изобразил Любомирскую в «Госпоже де ла Шантри».